# Итояма, Акико
Акико Итояма (яп. 絲山 秋子 Итояма Акико, род. 22 ноября 1966 года) — японская писательница, работающая под псевдонимом. Настоящее имя — Акико Нисихира (яп. 西平 秋子 Нисихира Акико). Лауреат ряда литературных наград — премии Акутагавы (2005), премии Танидзаки (2016) и других.
Родилась в токийском районе Сэтагая. Обучалась в средней школе Синдзюку, окончила факультет политических наук и экономики Университета Васэда; работала в компании по производству бытовой техники. В 1998 году проходила лечение от биполярного расстройства. В 2001 году оставила работу в компании и сосредоточилась на писательстве. С 2006 года проживает в городе Такасаки префектуры Гумма. Вела преподавательскую деятельность в Университете Хосэй и Университете экономики города Такасаки.
Вышедший в 2003 году дебютный роман Итоямы «Это лишь разговор» (яп. イッツ・オンリー・トーク итцу онри: то:ку, от англ. It's Only Talk) завоевал награду журнала «Бунгакукай» для новичков, а спустя два года был экранизирован Рюити Хироки. Роман 2008 года «Дураки» (яп. ばかもの) экранизирован в 2010 году Сюсукэ Канэко.